# Richard Methley
Richard Methley, connu aussi sous le nom de Richard Firth ou Richard Furth (vers 1451–1527/1528), est un moine chartreux du prieuré de Mount Grace, dans le Yorkshire, connu pour ses écrits et ses traductions.

## Biographie
Peu de choses sont connues de sa vie. Il serait né près de Leeds, car les noms des chartreux à cette époque reprenaient souvent le nom de leur lieu de naissance et il semblerait ainsi qu'il soit né à Methley à quelques kilomètres au sud-ouest de Leeds sur la route de Pontefract dans le Yorkshire; mais cela n'est pas prouvé et certaines de ses expressions dialectales démentiraient ce fait. Il entre à la maison de Mount Grace vers l'âge de vingt-cinq ans, vraisemblablement pour le reste de ses jours, même s'il n'existe aucune indication dans ce sens dans ses écrits.
Il écrit d'abord pour ses confrères chartreux en langue latine, à l'exception d'une lettre qui nous est parvenue en moyen anglais. Les écrits de Methley qui ont survécu jusqu'à aujourd'hui datent surtout des années 1480. Ils ont été tous publiés dans des éditions modernes.
Methley a traduit en 1491 en latin Le Nuage de l'inconnaissance (The Cloud of Unknowing) de son confrère Thurstan Watson. Il a également commencé une traduction en latin de la version en moyen anglais du Miroir des âmes simples, ne sachant pas que son auteur, Marguerite Porete, avait été exécutée pour hérésie. Edmund Colledge et le père James Walsh ont préparé une édition de ces textes dans les années 1960, mais elle n'a jamais été publiée.
Il est mort, certainement à Mount Grace, dans l'année précédant le 3 mai 1528, lorsque son nom a été inclus dans la liste des morts de l'ordre des Chartreux au chapitre général de cette année.

## Source de la traduction
- (en) Cet article est partiellement ou en totalité issu de l’article de Wikipédia en anglais intitulé « Richard Methley » (voir la liste des auteurs).